# Robert Pattinson
Robert Douglas Thomas Pattinson (Londres, 13 de maio de 1986) é um ator, modelo e músico britânico. Conhecido por estrelar tanto filmes de grande orçamento quanto os independentes, Pattinson está entre os atores mais bem pagos do mundo na atualidade. Entre seus papéis mais notórios estão Cedrico Diggory em Harry Potter e o Cálice de Fogo (2005), Edward Cullen nos filmes da Saga Crepúsculo (2008–2012) e o super-herói Batman em The Batman (2022). Em 2010, Pattinson foi nomeado pela revista Time como uma das 100 pessoas mais influentes do mundo e também foi destaque na lista Forbes Celebrity 100.
Depois de estrelar os dramas românticos Remember Me (2010) e Water for Elephants (2011), Pattinson também começou a trabalhar em filmes independentes dirigidos por autores, o que lhe valeu um reconhecimento crítico. Ele interpretou um bilionário manipulador no thriller de David Cronenberg, Cosmopolis (2012), um ator aspirante na sátira de Cronenberg Maps to the Stars (2014), um explorador no drama de aventura de James Gray, The Lost City of Z (2017), assim como um ladrão de bancos no drama policial dos irmãos Safdie, Good Time (2017), um criminoso em uma nave espacial no drama de ficção científica de Claire Denis, High Life (2018) e um faroleiro problemático no filme de terror de Robert Eggers, O Farol (2019). Ele voltou ao cinema convencional em alguns papéis de destaque, tais como um agente secreto no mistério de Christopher Nolan, Tenet (2020) e um reverendo hipócrita no thriller de Antonio Campos, The Devil All the Time (2020). Por sua atuação como o Batman no filme de Matt Reeves de 2022, Pattinson recebeu grandes elogios da crítica, que consideraram sua performance como a melhor já feita para o personagem no cinema.
Pattinson compõe e toca sua própria música. Ele cantou músicas para a série de filmes Crepúsculo e o filme independente de drama de 2008 How to Be. Desde 2015, Pattinson é embaixador da GO Campaign, uma organização sem fins lucrativos que aumenta a conscientização e os fundos para ajudar órfãos e crianças vulneráveis em todo o mundo. Ele também é um defensor da campanha Fim da Prostituição e Tráfico de Crianças (ECPAT), pais e filhos sequestrados juntos (PACT), é membro do International Medical Corps e compartilhou detalhes sobre o câncer através dos PSAs para aumentar a conscientização sobre a doença.

## Início da vida
Robert Douglas Thomas Pattinson nasceu em Londres em 13 de maio de 1986 às 08:32, caçula de três filhos de Clare Pattinson (née Charlton), agente de uma agência de modelos, e Richard Pattinson, um revendedor de carros antigos. Ele cresceu em uma pequena casa em Barnes com duas irmãs mais velhas, Elizabeth (Lizzy), cantora e compositora, e Victoria. Pattinson descobriu seu amor pela música muito antes de atuar e começou a aprender violão e piano aos quatro anos de idade. Ele freqüentou a Tower House School, onde ele, aos 12 anos, foi expulso por roubar revistas explícitas e depois vendê-las para seus colegas de classe. Ele continuou a frequentar a Escola Harrodian até sua formatura. Pattinson se tornou um grande cinéfilo pelo amor ao cinema de autor quando adolescente e revelou ser fã de Jack Nicholson e Jean-Paul Belmondo. No final da adolescência e no início dos vinte anos, ele costumava tocar em shows de violão em noites de microfone aberto em bares em Londres, onde cantava suas próprias músicas escritas, quer solo sob o nome artístico de Bobby Dupea, ou com sua banda Bad Girls.
Pattinson pensou em se tornar um músico ou ir para a universidade para estudar redação, mas nunca pensou em seguir uma carreira de ator; seu professor na escola até o aconselhou a não ingressar no clube de teatro porque ela achava que ele não era adequado para as artes criativas. No entanto, quando tinha 13 anos, ingressou no clube de teatro amador local chamado Barnes Theatre Company depois que seu pai o convenceu a participar porque ele era muito tímido. Aos 15 anos e após dois anos trabalhando nos bastidores, ele fez um teste para a peça Guys and Dolls e conseguiu seu primeiro papel como dançarino cubano sem falas. Conseguiu o papel principal de George Gibbs na peça seguinte, Our Town, quando foi observado por um agente de talentos que estava sentado na plateia e começou a procurar papéis profissionais. Ele também apareceu nas peças Macbeth, Anything Goes e Tess dos d'Urbervilles.

## Carreira

### 2004-2007: Início de carreira
Pattinson tinha papéis coadjuvantes no alemão fez para a televisão filme Anel dos Nibelungos, em 2004, e no diretor Mira Nair do drama de costumes Vanity Fair, embora suas cenas no último foram excluídos e só aparecem na versão DVD. Em maio de 2005, ele estava programado para aparecer na estreia britânica de The Woman Before no Royal Court Theatre, mas foi demitido pouco antes da noite de abertura e foi substituído por Tom Riley. Mais tarde naquele ano, ele interpretou Cedric Diggory em Harry Potter e o Cálice de Fogo. Para esse papel, ele foi nomeado "Estrela Britânica do Amanhã" naquele ano pelo The Times e mais de uma vez foi aclamado como "o próximo Jude Law". Para esse papel, ele aprendeu a mergulhar.
Em 2006, Pattinson apareceu no The Haunted Airman como um thriller psicológico, transmitido pela BBC Four em 31 de outubro, e ganhou críticas favoráveis.O Palco elogiou sua performance dizendo que "[ele] interpretou o aviador do título com uma combinação perfeita de terror juvenil e cinismo cansado do mundo". Em 19 de fevereiro de 2007, ele apareceu em um papel coadjuvante em um drama televisivo único baseado no romance best-seller de Kate Long, The Bad Mother's Handbook.

### 2008-2013:The Twilight Sagae reconhecimento mundial

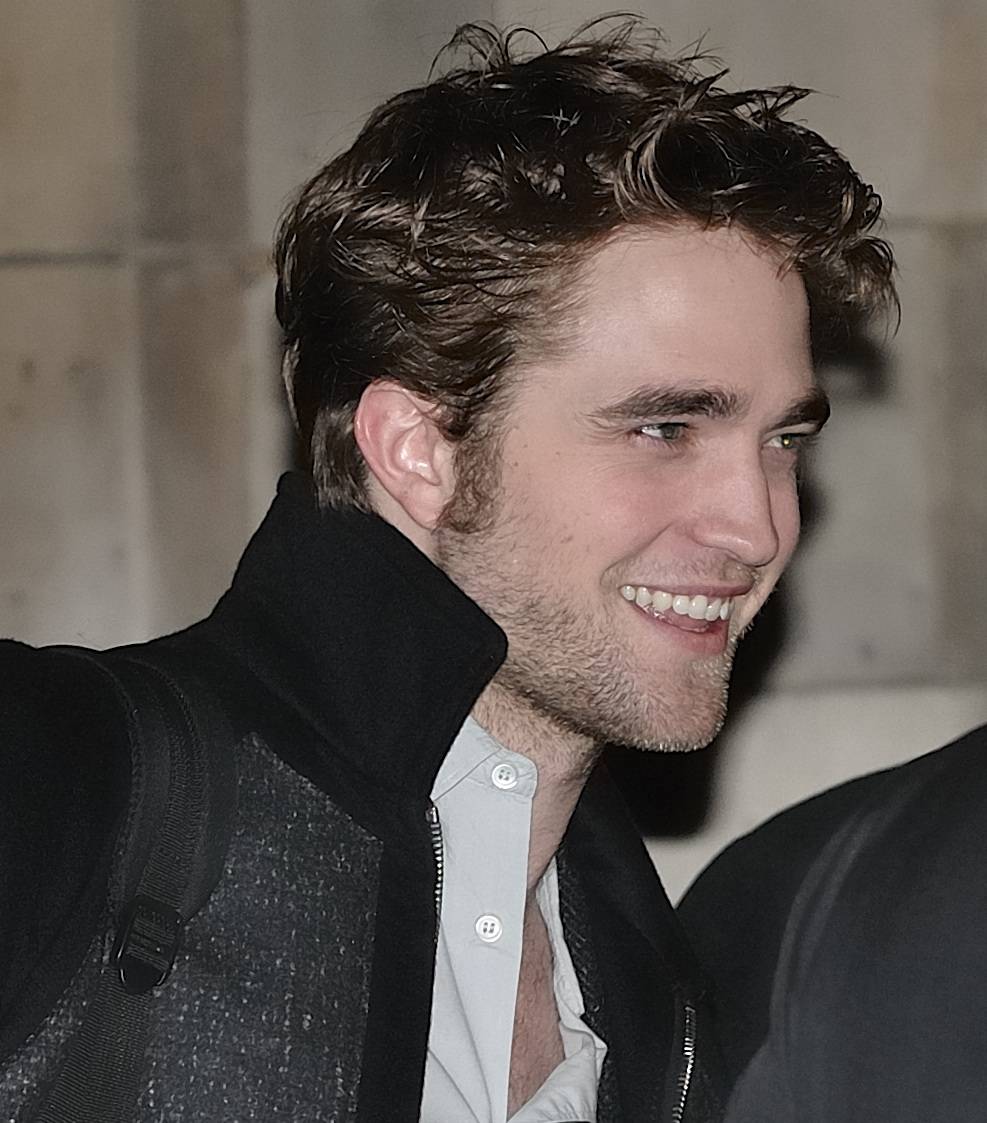
Pattinson no Hotel Crillon em Paris, 2009.

Em 2008, Pattinson conseguiu o papel de Edward Cullen no filme Crepúsculo, baseado no romance best-seller de Stephenie Meyer, de mesmo nome. De acordo com o TV Guide, Pattinson ficou inicialmente apreensivo com a audição para o papel, com medo de não conseguir viver de acordo com a "perfeição" esperada do personagem. O filme foi lançado em 21 de novembro de 2008 e transformou Pattinson em uma estrela de cinema da noite para o dia. Embora o filme tenha recebido críticas mistas, os críticos elogiaram sua química com a Estrela Kristen Stewart no filme. The New York Times chamou Pattinson de ator "capaz e exoticamente bonito" e Roger Ebert disse que foi "bem escolhido" para o papel.
Seu outro lançamento de 2008, How to Be, foi um filme de drama de baixo orçamento, escrito e dirigido por Oliver Irving. Foi exibido em vários festivais de cinema, ganhou críticas mistas dos críticos. Pattinson estrelou como Salvador Dalí no filme Little Ashes, um drama espanhol-britânico dirigido por Paul Morrison. Ele também estrelou um curta-metragem The Summer House, dirigido por Daisy Gili. Este curta-metragem foi relançado posteriormente como parte de um filme de antologia intitulado Love & Distrust., composto por cinco curtas-metragens, seguindo oito indivíduos de diversas origens em sua busca pelo verdadeiro contentamento.
Ele reprisou seu papel como Edward Cullen na sequência de Crepúsculo A Saga Crepúsculo: Lua Nova, lançada em 20 de novembro de 2009. O filme ganhou um fim de semana recorde de US $ 142.839.137 e um total de US $ 709.827.462 em todo o mundo. Embora o filme tenha recebido críticas negativas, o crítico de cinema Michael Phillips, do Chicago Tribune, disse que Pattinson ainda era "interessante de assistir", apesar da maquiagem ruim. Bill GoodyKoontz, da República do Arizona, disse que "Pattinson na verdade não está muito no filme, mas faz o possível quando está por perto" e Michael O'Sullivan, do Washington Post. observou que sua atuação era "uniformemente forte". Trouxe o estrelato global de Pattinson, e o estabeleceu entre os atores mais bem pagos do mundo.
Em 2009, Pattinson apresentou na 81ª cerimônia do Oscar. Em 10 de novembro de 2009, a Revolver Entertainment lançou o DVD Robsessed, um documentário que detalha a vida e a popularidade de Pattinson. Seu próximo filme, The Twilight Saga: Eclipse, foi lançado em 30 de junho de 2010, ganhando US $ 698.491.347 em todo o mundo. O filme recebeu críticas mistas, Kirk Honeycutt, do The Hollywood Reporter elogiou o desempenho de Pattinson, afirmando que "(ele) faz você esquecer a maquiagem branca e as lentes de contato oculares estranhas - para se concentrar em um personagem dividido entre seu amor pela humana Bella (Stewart) e o conhecimento de que ela terá que deixar de lado seu coração batendo, se ela ficar com ele para sempre.". Will Lawrence, do Empire Online, elogiou o desempenho de três protagonistas do filme dizendo que "Todos os três cantos do triângulo amoroso parecem mais nítidos do que antes: o ator mais talentoso, Stewart, ainda de morder os lábios, Lautner ainda flexionando os seios". , e Pattinson não sacode completamente esse olhar de fogo. Mas todos cresceram em seus papéis, se soltando em um filme que (felizmente) evita o melodrama de suas prequelas".

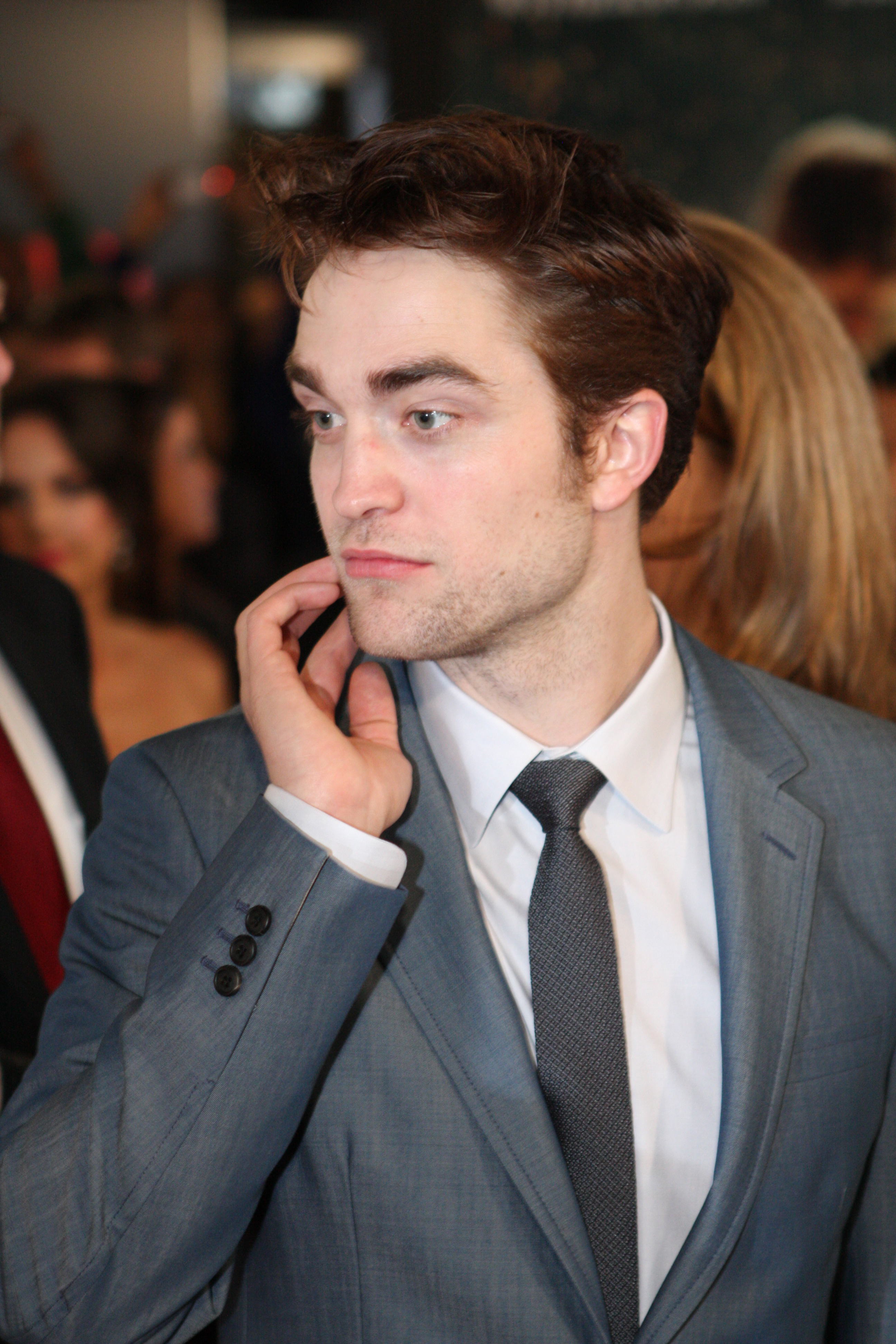
Robert Pattinson em um festival para Water for Elephants de 2011.

Pattinson produziu e estrelou o filme Remember Me, lançado em 12 de março de 2010. Embora o filme tenha recebido críticas mistas, alguns críticos elogiaram sua performance. Jake Coyle, da Associated Press, disse que "o jovem ator tem uma presença inconfundível na tela. No entanto, em Remember Me, ele o exibe de maneira grossa e inconsciente. Com olhos baixos, mangas arregaçadas e cigarro caindo artisticamente da boca, Tyler (como Edward Cullen) é um romântico relutante.". Ian Nathan, do Empire Online, afirmou que "essa é a melhor coisa que ele fez" e Kirk Honeycutt, do The Hollywood Reporter elogiou sua química com a co-estrela Emilie de Ravin no filme, afirmando que "as cenas entre Pattinson e de Ravin exalam charme genuíno".
Em 2011, ele estrelou como Jacob Jankowski em Water for Elephants, uma adaptação cinematográfica do romance de Sara Gruen de mesmo nome. O filme recebeu críticas mistas, mas o desempenho de Pattinson foi elogiado. O crítico de cinema Richard Corliss, da Time, elogiou Pattinson por ser "tímido e vigilante" e disse que "irradia um magnetismo lento que prende os olhos do espectador", chamando-o de "qualidade das estrelas". Mick LaSalle, do San Francisco Chronicle, afirmou que Pattinson conseguiu se manter no centro de uma das principais características e era "infinitamente assistível" disseram que "fumegam" no filme e Todd McCarthy, do The Hollywood Reporter, disse que "Pattinson é inteiramente convincente como Jacob".
Pattinson reprisou o papel de Edward Cullen em A Saga Crepúsculo: Amanhecer - Parte 1, que foi lançado em 18 de novembro de 2011 e ganhou US $ 705.058.657 nas bilheterias do mundo todo. O filme recebeu críticas mistas e negativas dos críticos. O site de agregação de críticas Rotten Tomatoes relata que 24% dos críticos (das 188 críticas contadas) deram ao filme uma crítica positiva, e o consenso do site diz: "Lento, sem alegria e carregado de momentos de humor não intencional, Breaking Dawn Part 1 pode satisfazer os Crepúsculo fiel, mas é estritamente para os fãs da franquia.". Ele também interpretou Georges Duroy em uma adaptação cinematográfica do romance de 1885, Bel Ami, e o filme estreou mundialmente no 62º Festival Internacional de Cinema de Berlim. Foi lançado em 12 de fevereiro de 2012.

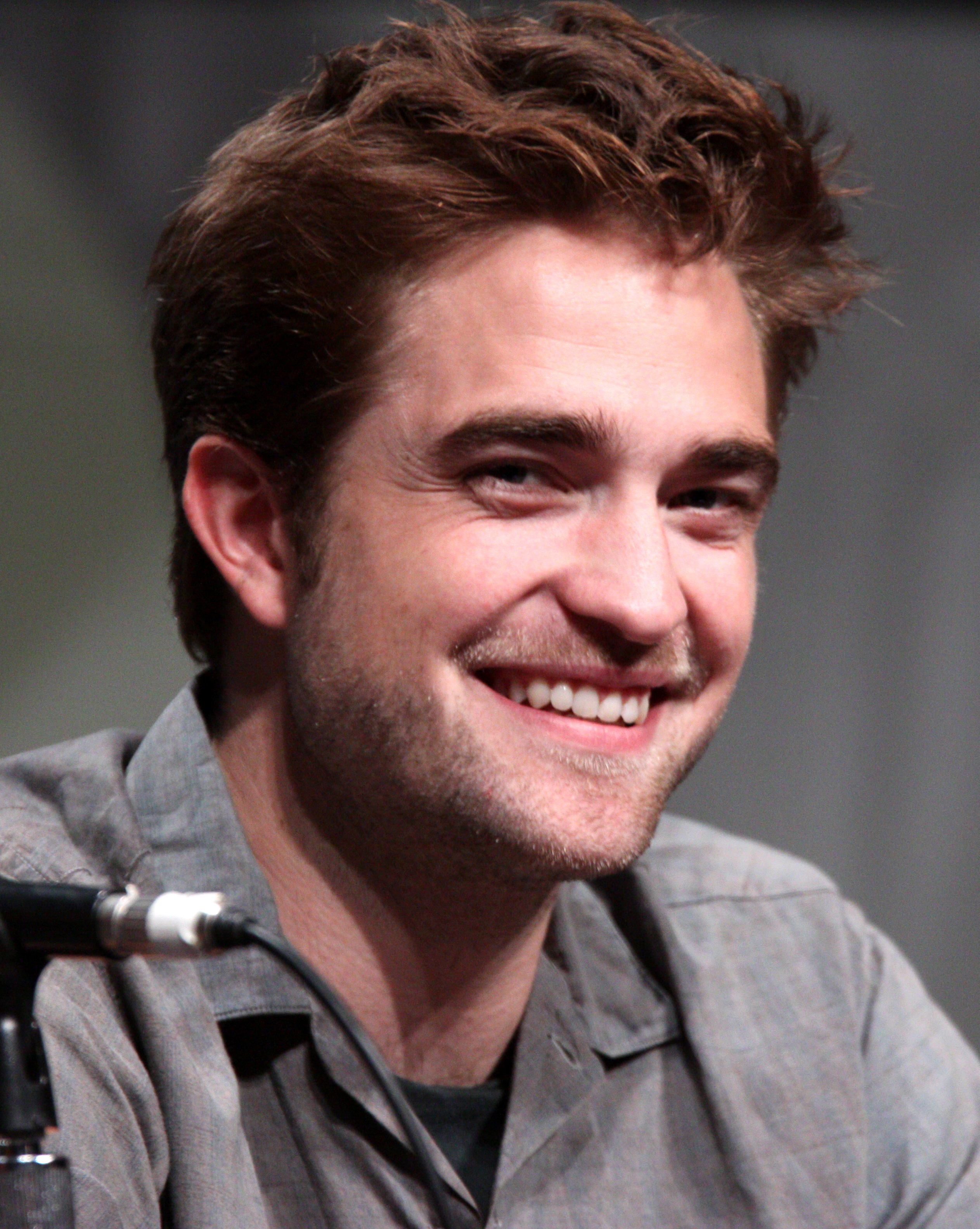
Robert Pattinson na San Diego Comic-Con de 2012.

Pattinson estrelou a adaptação cinematográfica de Don DeLillo de Cosmopolis, dirigido por David Cronenberg. O filme concorreu à Palme d'Or no Festival de Cannes de 2012. Foi bem recebido, com o desempenho de Pattinson particularmente elogiado. Justin Chang, da Variety, escreveu: "Uma combinação estranhamente precisa de cineasta e material, Cosmopolis investiga a inutilidade de 1% com o equivalente cinematográfico de luvas de látex. ... O excelente desempenho de Pattinson representa um ativo indispensável". Robbie Collin, do The Telegraph afirmou que é uma performance sensacional de Robert Pattinson, "sim, que Robert Pattinson - como Packer. Pattinson o interpreta como uma caldeira humana; pedregoso na superfície, com câmaras vulcânicas de energia nervosa e agitação repugnante no fundo". E Owen Gleiberman, da Entertainment Weekly, declarou: "Pattinson, pálido e predatório, mesmo sem sua maquiagem de vampiro branco-pastosa, entrega seus pensados frígidos com confiança rítmica".
Pattinson estrelou uma última vez como Edward Cullen no episódio final da saga Crepúsculo, A Saga Crepúsculo: Amanhecer - Parte 2, que foi lançado em 16 de novembro de 2012 e arrecadou mais de 829 milhões de dólares em todo o mundo, tornando-se o filme de maior bilheteria do mundo. Série Crepúsculo. No Rotten Tomatoes, o filme possui uma taxa de aprovação de 48%, com base em 174 resenhas com o consenso afirmando: "É o capítulo mais agradável da saga Crepúsculo, mas isso não é suficiente para fazer parte de Amanhecer 2. vale a pena assistir para cineastas que ainda não se contam entre os convertidos da franquia.".
Pattinson começou sua carreira como modelo aos 12 anos. Em 2013, a Dior Homme o contratou como o rosto de suas fragrâncias. Em 2016, ele também se tornou o primeiro embaixador da marca em sua coleção de moda masculina. No final de 2013, ele apareceu em um curta-metragem em preto e branco com a modelo Camille Rowe, como o novo rosto da Dior Homme Fragrances.

### 2014–2018: Filmes independentes e elogios da crítica

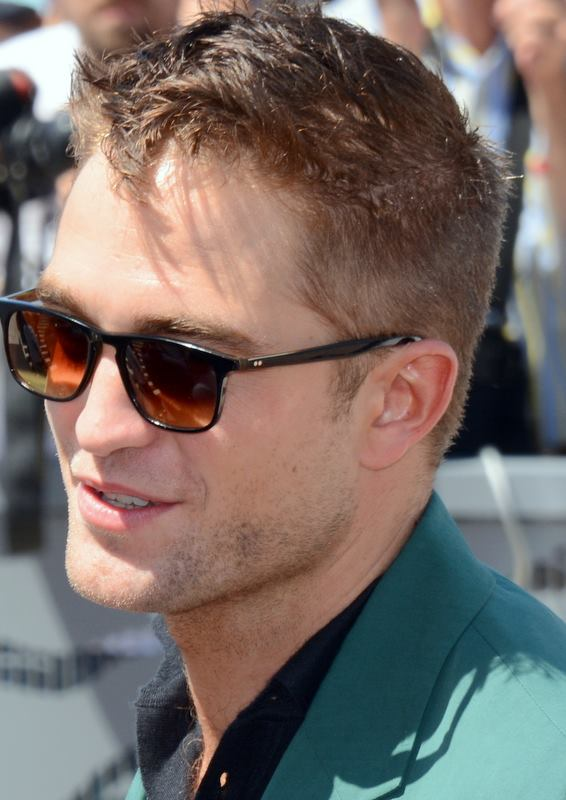
Robert Pattinson no Festival de Cannes 2014.

Em maio de 2014, dois dos filmes de Pattinson estreou no Festival de Cannes de 2014. Primeiro, Pattinson estrelou o futurista western Rover de David Michôd, ao lado de Guy Pearce e Scoot McNairy. O filme teve sua estreia fora de competição no festival. Por seu desempenho como um ingênuo membro simplório da quadrilha criminosa, Pattinson recebeu ótimas críticas. Scott Foundas da variety disse que "Pattinson, que acaba por ser a maior surpresa do filme, exibindo um sotaque convincente do sul e trazendo uma dignidade discreta a um papel que poderia facilmente ter sido ordenhado por efeitos sentimentais baratos". Ele acrescentou ainda que "(é) uma carreira redefinindo o desempenho de Pattinson que revela profundidades incalculáveis de sensibilidade e sentimento". Todd McCarthy, escrevendo para o The Hollywood Reporter, escreveu que "Pattinson apresenta uma performance que, apesar das limitações do personagem, se torna mais interessante à medida que o filme avança". Jessica Kiang em sua crítica para The Playlist, observou que "(Pattinson) apresenta uma performance que consegue ser mais afetante do que afetada".
Em seguida, ele se reuniu com Cronenberg em Maps to the Stars, um drama satírico descrito como um olhar sombrio em quadrinhos sobre o excesso de Hollywood. O filme concorreu pela Palme d'Or no Festival de Cannes de 2014. No filme, ele desempenhou o papel de Jerome Fontana, um motorista de limusine e ator lutador, que quer ser um roteirista de sucesso. Robbie Collin, do The Daily Telegraph, resumiu seu desempenho como "jogado com vitória".
Em 2015, dois de seus filmes estreou no 65º Festival Internacional de Cinema de Berlim, em fevereiro. Primeiro, ele apareceu na adaptação de Werner Herzog do filme biográfico de Gertrude Bell, Rainha do Deserto, ao lado de Nicole Kidman e James Franco. Pattinson apareceu como TE Lawrence, também conhecido como Lawrence Of Arabia, no filme, que Geoffrey Macnab, do The Independent, descreveu como "cômico e muito distante de Peter O'Toole. Ele interpreta Lawrence Of Arabia como um figura sarcástica e de língua que pode ver através das pretensões de seus chefes e colegas.". David Rooney, do The Hollywood Reporter, chamou seu papel de "breve, mas significativo" e concluiu que "a camaradagem fácil em suas cenas com Kidman é atraente". Sam Adams, da Indiewire, disse que "Robert Pattinson recebe notas relativamente altas por seu breve turno como o genuíno TE Lawrence".
Em seguida, ele estrelou o filme Life de Anton Corbijn, como o fotógrafo da Life Magazine Dennis Stock; o filme trata da amizade entre o ator James Dean e Stock. A recepção crítica para o filme foi mista, mas Pattinson recebeu reconhecimento por sua atuação como fotógrafo. Guy Lodge da Variety chamou a sua performance de "virada astuta", Little White Lies disse que "a performance de Pattinson é tão nítida quanto a camisa branca e o terno preto que seu personagem sempre veste. Essa é uma camuflagem para seus próprios problemas que lentamente se desenrolam", adicionando cores e melhorando o filme". David Rooney, do The Hollywood Reporter, observou que Pattinson "apresenta indiscutivelmente o desempenho mais completo".

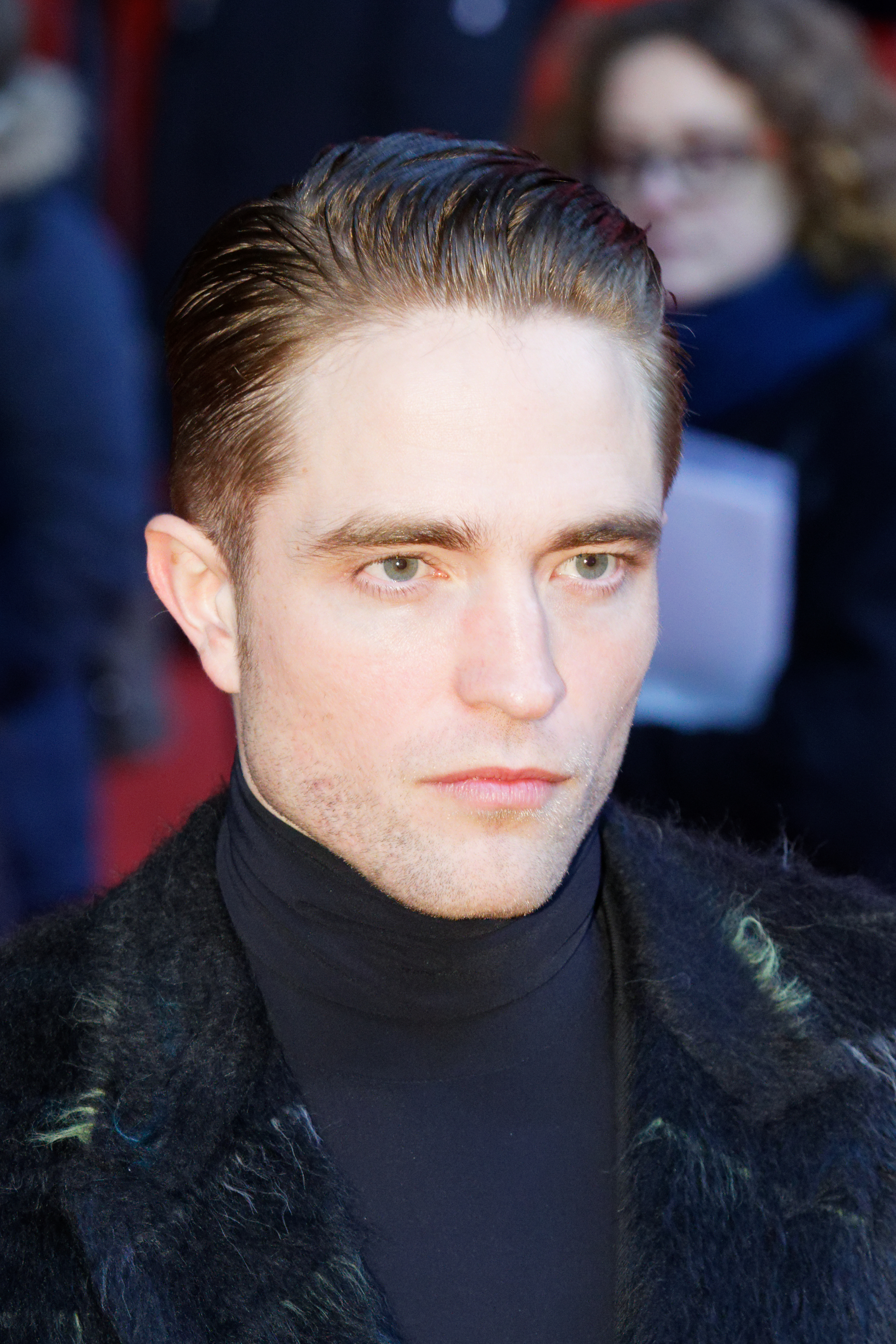
Robert Pattinson no Premiere de The Lost City of Z em 2017.

No final de 2015, Pattinson apareceu no filme de estreia na direção de Brady Corbet, A Infância de um Líder, ao lado de Bérénice Bejo e Stacy Martin. No filme, ele desempenhou os papéis duplos, primeiro um papel breve, mas crucial, de Charles Marker, um repórter na Alemanha durante a Primeira Guerra Mundial e, posteriormente, como uma versão adulta do líder. Ele recebeu elogios por sua performance, que Peter Bradshaw, do The Guardian, chamou de "elegante" e Lee Marshall, da Screen International, descreveu como "excelente".
Em 2016, Pattinson apareceu na Paramount Pictures e Plan B Entertainment na adaptação de The Lost City of Z, dirigido por James Gray. Estreia no Festival de Cinema de Nova York, o filme é estrelado por Pattinson como o explorador britânico Cabo Henry Costin. Pattinson cresceu uma barba pesada e perdeu 35 quilos de peso para o filme. Recebendo elogios da crítica por seu papel, Matt Neg, da NBP, o descreveu como "um dos melhores atores que trabalham hoje", Keith Uhlich em sua crítica à Brooklyn Magazine o chamou de "ladrão de cena sutil", e Linda Marric, escrevendo para Heyuguys, consideram sua performance "impressionantemente sutil, mas brilhante".
Em seguida, Pattinson estrelou o thriller dos Safdie Brothers, Good Time, como um ladrão de bancos, Connie Nikas, que ele descreveu como "um tipo realmente hardcore de Queens, Nova York, psicopata com problemas mentais, filme de assalto a banco.". O filme estreou em competição no Festival de Cannes de 2017 e provou ser um ponto de virada em sua carreira. O desempenho de Pattinson recebeu elogios da crítica. Guy Lodge da Variety o descreveu como seu "pico de carreira", Eric Kohn, da Indiewire, chamou de "seu melhor de carreira" e David Rooney, do Hollywood Reporter. fez comparações com Sonny Wortzik, de Al Pacino, em Dog Day Tarde, e finalmente o considerou "o desempenho mais impressionante até hoje". Pattinson recebeu sua primeira indicação ao Independent Spirit Award de Melhor Líder Masculino por sua atuação no filme.
Em agosto de 2017, ao promover o Good Time, Pattinson escreveu e estrelou um curta-metragem para a GQ, intitulado Fear & Shame, descrito pela revista como "Robert Pattinson luta contra a fama e o medo de conseguir um cachorro de rua de Nova York". Filmado nas ruas de Nova York, o filme narra a jornada de Pattinson para comprar um cachorro-quente, evitando a mídia e os fãs na agitação da cidade. O AV Club chamou de "bizarro e agradável". Enquanto o IndieWire disse que "ele tem um futuro brilhante" e "brilhante".
A comédia ocidental Damsel, do Zellner Brothers, foi sua primeira comédia desde o filme de 2008 Como ser. Pattinson interpretou Samuel Alabaster, um pioneiro excêntrico que viaja para o oeste em busca de sua noiva. Sua performance foi recebida favoravelmente: o New York Post a descreveu como uma "performance hilariante de excêntrica" e o AV Club o considerou "facilmente a melhor coisa de Damsel".
Seu último filme de 2018 foi o filme dramático de ficção científica de Claire Denis, High Life, ambientado no espaço, sobre uma equipe de criminosos viajando em direção ao buraco negro. Denis inicialmente tinha Philip Seymour Hoffman em mente para o papel do protagonista, mas depois de se conscientizar do compromisso de Pattinson e do desejo de trabalhar com ela, ela o colocou no papel. Pattinson estrelou como Monte, um dos criminosos da nave espacial, que se tornou pai contra seus desejos através de inseminação artificial, e criou sua filha enquanto a nave avançava para o buraco negro. Os críticos elogiaram o filme com Allen Hunter, da Screen International observando Pattinson como o elemento mais "dominante" e "envolvente" do filme e Jason Bailey, da The Playlist, chamou de "outra performance abrasadora de Pattinson; ele interpreta a ameaça e a rebelião do personagem com brio".

### 2019–presente:Batman nova geraçãoe filmes futuros

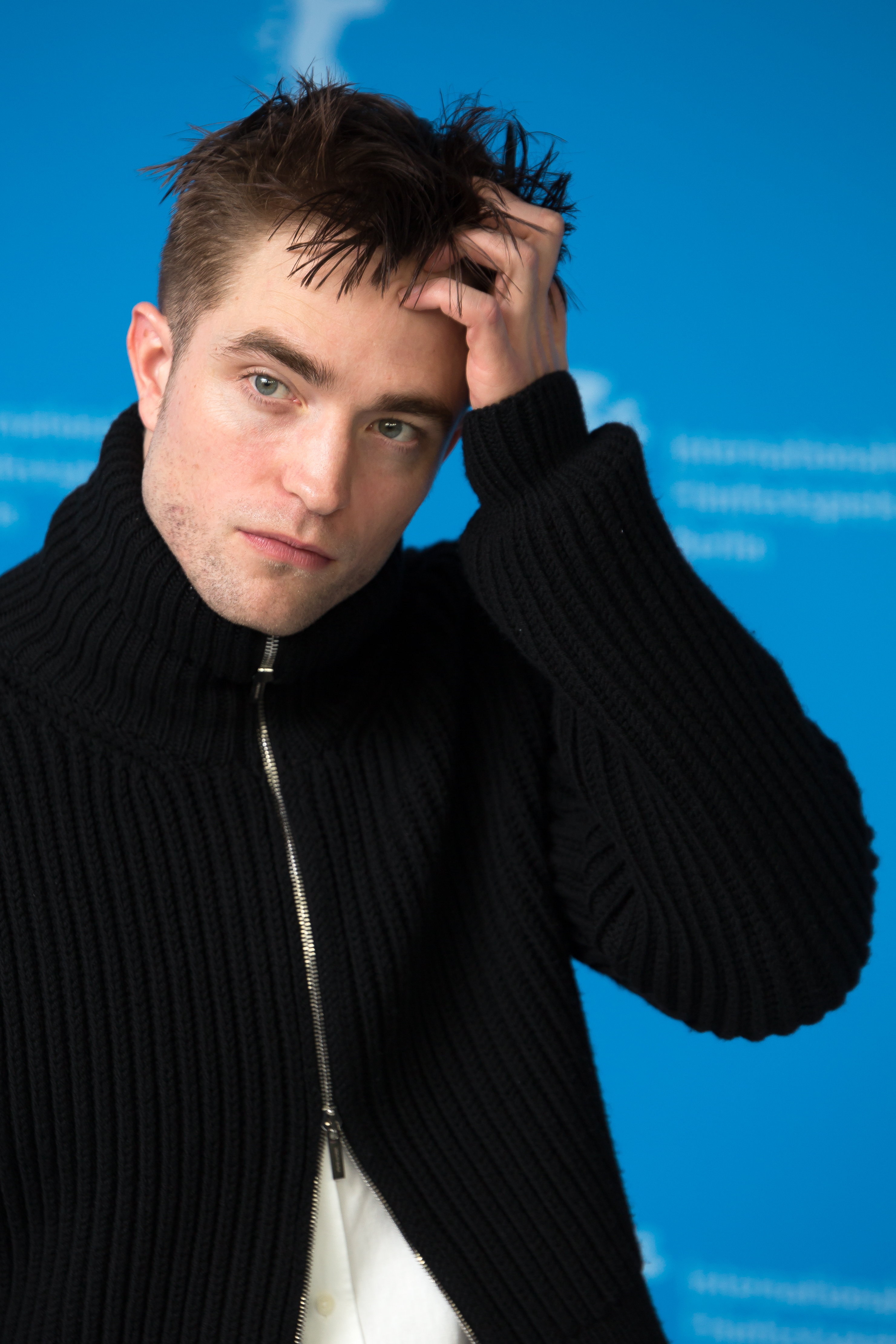
Robert Pattinson em 2017.

O primeiro papel de Pattinson em 2019 foi o filme de terror psicológico em preto e branco de Robert Eggers, The Lighthouse, ambientado em uma remota ilha da Nova Inglaterra na década de 1890. O filme estreou na seção Quinzena dos Diretores do Festival de Cannes de 2019, com aplausos da crítica generalizada pelo filme em geral e pelo desempenho de Pattinson. Em sua crítica ao The Guardian, Peter Bradshaw descreveu o desempenho de Pattinson como "mesmeric" e "soco marreta", que "fica cada vez melhor". Gregory Ellwood, escrevendo para Collider, disse que Pattinson "se superou aqui" e seu desempenho é "tão transformador que é chocante. Você simplesmente nunca pensou que ele tivesse isso nele". Ele recebeu sua segunda indicação ao Independent Spirit Award como Melhor Líder Masculino pelo filme.
Os dois lançamentos seguintes de Pattinson estreou no Festival de Veneza de 2019, primeiro em sua segunda colaboração com o diretor David Michôd, uma adaptação das peças de William Shakespeare intituladas O Rei. Pattinson desempenhou um pequeno, mas importante papel como o Dauphin de France, que serviu como o nemesis de Henrique V. Para o papel, Pattinson adotou um sotaque francês, baseado no pessoal da indústria da moda da França. Os críticos se dividiram em seu sotaque, mas consideraram sua performance o "roubo de cena" e o "destaque" do filme. Ele também apareceu em Waiting for the Barbarians, baseado em um romance de 1980 de JM Coetzee, ao lado de Mark Rylance e Johnny Depp. Boyd van Hoeij, escrevendo para o The Hollywood Reporter, chamou seu personagem de "um papel coadjuvante", enquanto o The Guardian descreveu sua atuação como "rígida" e "super-articulada".

#### Próximos projetos
Em janeiro de 2020, Pattinson possui vários projetos em vários estágios de produção. Ele concluiu as filmagens do filme dramático de Antonio Campos, The Devil All the Time, baseado em um romance de 2011 de Donald Ray Pollock, bem como no filme de ação mundial de Christopher Nolan, Tenet, ao lado de John David Washington e Elizabeth. Debicki. Ele está filmando o próximo filme de Matt Reeves, em 2021, The Batman, no qual ele está interpretando o papel-título de Batman no Universo Estendido da DC. Pattinson também está comprometida em voltar a trabalhar com Claire Denis para liderar seu filme para a adaptação do romance de 1986 de Denis Johnson, The Stars at Noon.

## Outros empreendimentos

### Modelagem
Pattinson começou sua carreira de modelo quando ele tinha doze anos, mas deixou quatro anos depois. Em dezembro de 2008, ele culpou a falta de modelagem em sua aparência masculina:  "Quando eu comecei eu era bem alto e parecia uma menina, então eu tinha muito trabalho, pois foi durante esse período em que o visual andrógino era legal. Então, eu acho, fui me tornando um rapaz, desde então nunca mais tive qualquer emprego. Minha carreira de modelo foi um fracasso".  Em 2007 apareceu na campanha publicitária da coleção de outono de Hackett London.
Em novembro 2010, Pattinson foi abordado pela Burberry para ser o rosto de sua marca com um contrato de £ 1 milhão, que ele recusou. Em junho 2013, Pattinson foi anunciado como o novo rosto da fragrância Dior Homme, e apareceu na campanha publicitária intitulada 1000 LIVES , dirigida por Romain Gavras e fotografado por Nan Goldin. Essa campanha também contou com a faixa Whole Lotta Love, da banda inglesa de rock Led Zeppelin. Goldin, mais tarde lançou um livro intitulado Robert Pattinson: 1000 Lives, contendo coleção de imagens de Pattinson da campanha.
Em janeiro de 2016, ele apareceu em outra campanha para Dior Homme, filmado pelo fotógrafo e diretor alemão Peter Lindbergh. Também foi anunciado como sendo o primeiro embaixador da Dior Homme Menswear e apareceu na campanha de 2016 da coleção outono feita por Karl Lagerfeld.
Em 2017 e 2018, ele continuou sua associação com a Dior e apareceu em ambas as campanhas de coleção de verão de fragrâncias e moda masculina.

### Representação

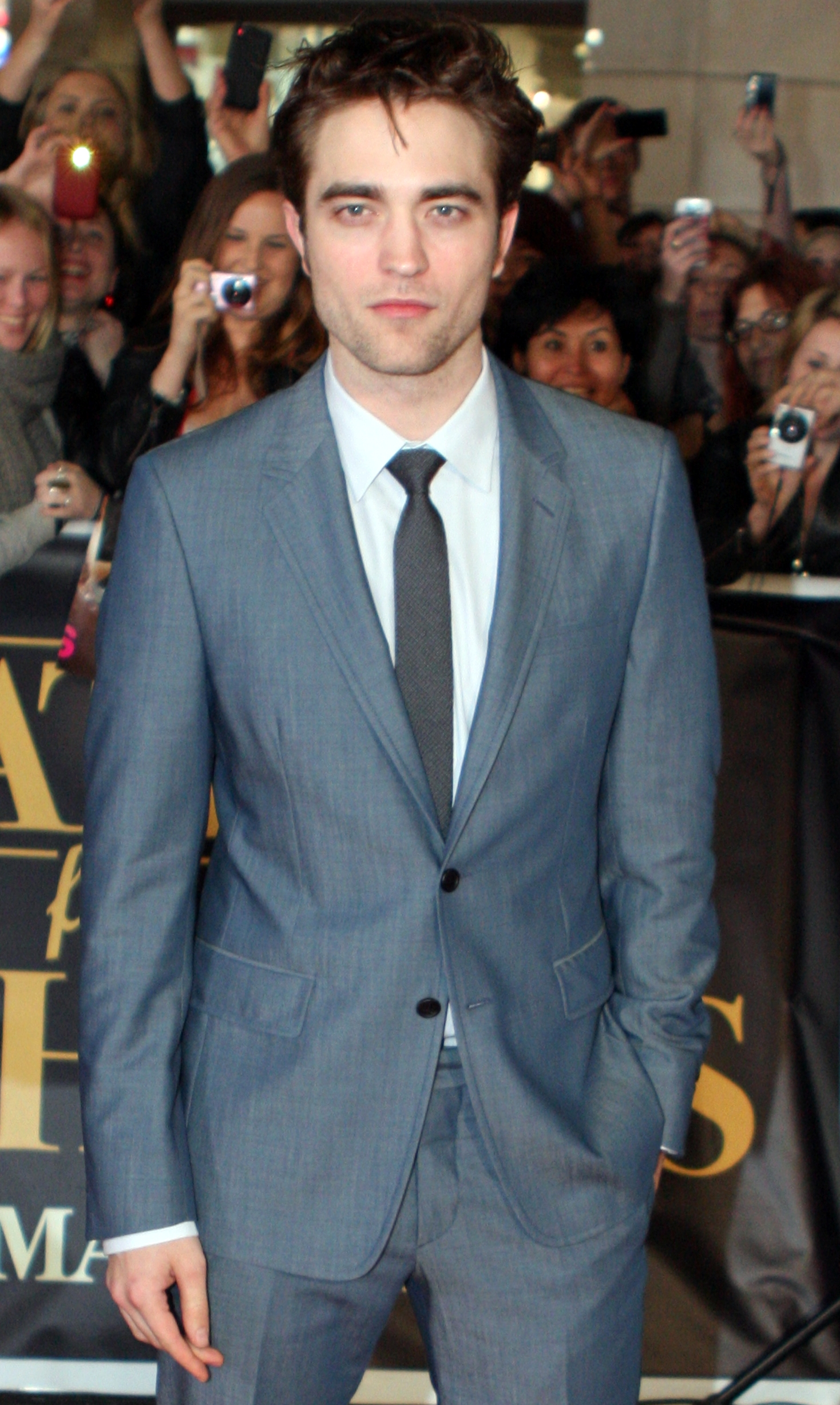
Robert Pattinson, première de Água para Elefantes.

Pattinson atuou em papéis coadjuvantes em filmes feitos para televisão, como Rawdy Crawley no filme Vanity Fair, estrelado por Reese Witherspoon, mas sua participação foi cortada da edição final do filme e aparece apenas no DVD; ele não foi creditado. Seu primeiro papel creditado em um filme foi no mesmo ano, como Giselher, em Ring of the Nibelungs. Em maio de 2005, ele foi chamado para aparecer na première, realizada no Reino Unido, do filme The Woman Before, no Royal Court Theatre, mas foi substituído pouco antes da noite de abertura por Tom Riley. Mais tarde, naquele ano, ele interpretou o papel de Cedric Diggory no filme Harry Potter e o Cálice de Fogo. Por esse trabalho, ele foi nomeado naquele mesmo ano como British Star of Tomorrow pelo The Times. Ele foi chamado mais de uma vez de 'o próximo Jude Law'.

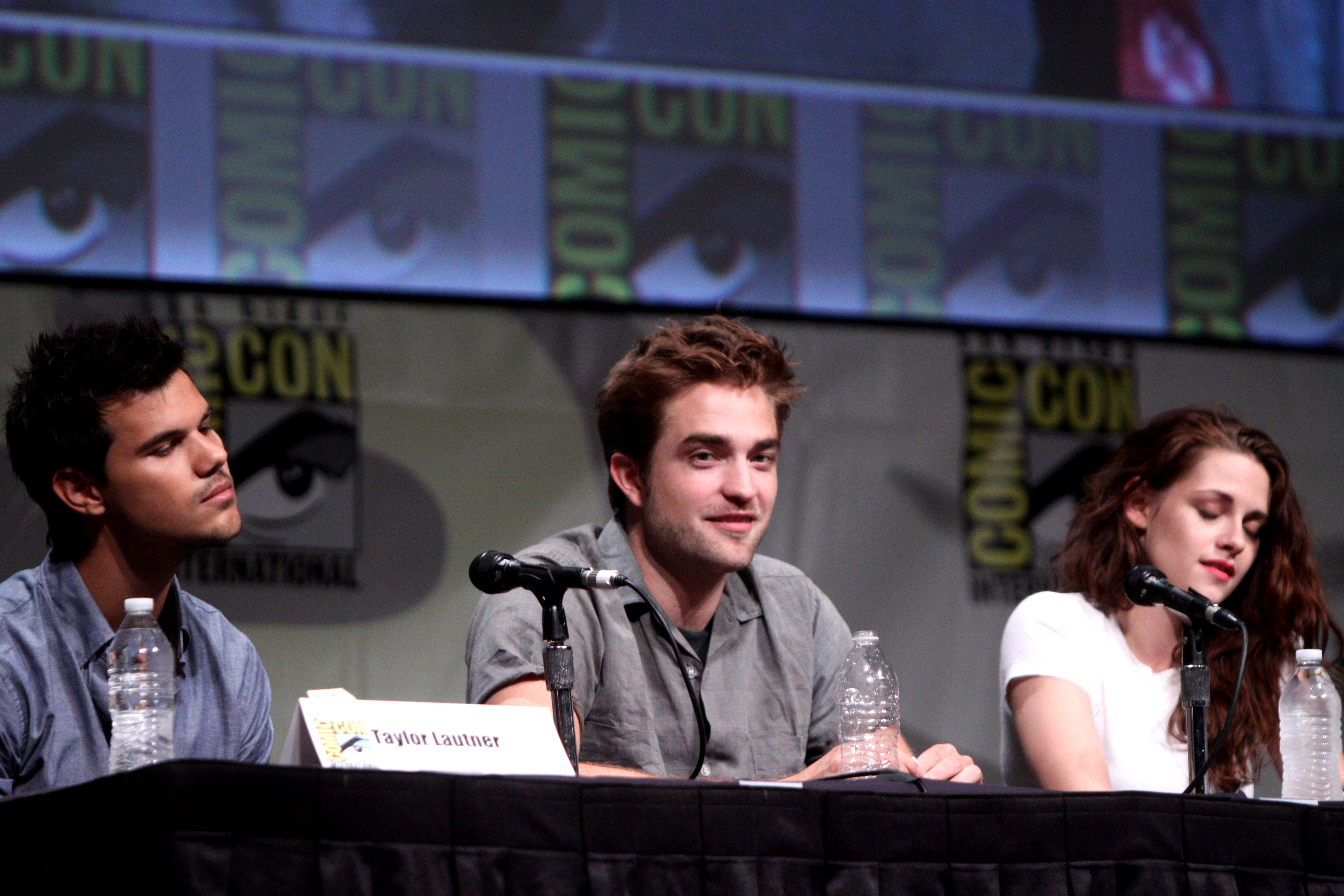
Robert Pattinson, Kristen Stewart e Taylor Lautner na Comic-Con de 2012.

Pattinson desempenhou Edward Cullen no filme Crepúsculo, baseado no romance best-seller de Stephenie Meyer com o mesmo nome, que foi lançado em 21 de novembro de 2008 na América do Norte. Segundo o TV Guide, Pattinson estava inicialmente apreensivo com relação audições para o papel de Edward Cullen, temeroso de que não seria capaz de viver a "perfeição" esperada do personagem. Ele voltou ao seu papel de Edward Cullen nas sequências de Crepúsculo, Lua Nova, Eclipse e Amanhecer - Parte 1 e 2.
Pattinson também teve papéis principais em filmes de longa metragem Little Ashes (como Salvador Dalí), How to Be (uma comédia britânica) e no curta-metragem The Summer House, além de ser o apresentador do Óscar em 22 de fevereiro de 2009.

Em maio de 2019, Pattinson foi cofirmado no futuro longa da Dc Comics, The Batman, no papel principal de Batman / Bruce Wayne.

### Música
Pattinson toca violão e piano, e compõe suas próprias músicas. Também aparece como o cantor de duas músicas na trilha sonora de Crepúsculo: "Never Think", que ele co-escreveu com Sam Bradley, e "Let Me Sign ", que foi escrita com Marcus Foster e Bobby Long. As canções foram incluídas no filme depois que a diretora Catherine Hardwicke adicionou "Never Think" das gravações de Pattinson sem o seu conhecimento, e ele aceitou colocá-la no filme. A trilha sonora do filme How to Be apresenta três canções originais realizadas por Pattinson e escritas pelo compositor Joe Hastings.
Além da gravação de trilhas sonoras, Pattinson disse: "Eu realmente nunca havia gravado nada - eu só toco em bares e outras coisas", e quando perguntado sobre a carreira profissional da música, ele disse, "a música é minha segunda opção caso a vida como ator não dê certo".

### Filantropia

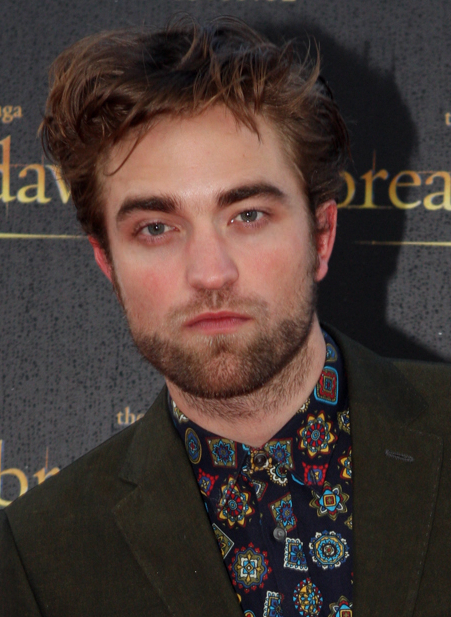
Robert Pattinson em Sydney, 2012.

Pattinson apóia e promove a campanha da ECPAT do Reino Unido, Pare o tráfico sexual de crianças e jovens para impedir o tráfico de pessoas. No evento amfAR do Festival de Cinema de Cannes de 2009, ele levantou US $ 56.000 pela causa. Em junho de 2010, ele doou sua própria obra de arte ao PACT, que leiloou no eBay, para ajudar a organização que trabalha para crianças desaparecidas. Ele também doou um esboço, desenhado por ele, chamado Cidade inacabada, que leiloou a US $ 6.400. O dinheiro do leilão foi para um centro para moradores de rua do Arizona .Em janeiro de 2010, ele participou do teleton caridade Hope for Haiti Now: um benefício global para o alívio do terremoto. Em março de 2010, ele assinou contrato com a guitarra, o dinheiro arrecadado no leilão foi para a Midnight Mission. Ele levantou US $ 80.000 para a campanha GO, doando um encontro e cumprimentando-se no set de Amanhecer e, mais uma vez, leiloando uma exibição particular de A Saga Crepúsculo: Amanhecer - Parte 1.
Em agosto de 2011, ele ajudou a aumentar a conscientização sobre o câncer, destacando a campanha The Cancer Bites em seu discurso de aceitação no Teen Choice Awards de 2011, e compartilhou os detalhes sobre a campanha que está trabalhando para as pessoas que sofrem de câncer. Em agosto de 2013, ele visitou o Hospital Infantil de Los Angeles e participou de artes e ofícios com os pacientes. Em setembro de 2013, ele ingressou na International Medical Corps e se tornou um dos primeiros a responder, para ajudar a aumentar a conscientização antes do desastre, fortalecendo as comunidades. Ele participou de um leilão beneficente, Go Go Gala, organizado pela GO Campaign e comprou um violoncelo feito de material reciclado, por US $ 5.600 em 15 de novembro de 2013. Em março de 2014, ele doou autografado itens para leilão para arrecadar fundos para a Prostate Cancer Research Foundation. Em maio de 2014, ele doou sua bicicleta para um leilão em benefício do Royal Flying Doctor Service (RFDS), que presta serviços de atenção primária às pessoas que vivem no interior. Ele participou do ALS Ice Bucket Challenge, promovendo a conscientização sobre esclerose lateral amiotrófica (ELA). Em novembro de 2014, ele participou da função anual de caridade da GO Campaign. Em outubro de 2015, ele se juntou à Campanha de Metas Globais, que visa acabar com a pobreza até 2030.
Em 2015, Pattinson se tornou o primeiro embaixador da GO Campaign, ele disse: "Eu acompanhei ansiosamente o crescente impacto que a GO Campaign teve ao longo dos anos, em tantas crianças e jovens, e eu amo o quão tangível e transparente é. Eles se associam a alguns heróis locais de base notáveis que estão fazendo um trabalho fantástico, mas que não têm os recursos necessários e em lugares onde um pouco de dinheiro pode percorrer um longo caminho.Eu sou doador e apoiador, e agora estou ansioso para unir seus esforços, para que juntos possamos dar oportunidade a ainda mais crianças e jovens adultos em todo o mundo".
Em maio de 2019, no Festival de Cinema de Cannes de 2019, ele co-organizou um evento de caridade junto com Helen Mirren, organizado pela HFPA. Pattinson e Mirren doaram US $ 500.000 à organização internacional de ajuda humanitária Refugiados em nome do HFPA.

## Na mídia

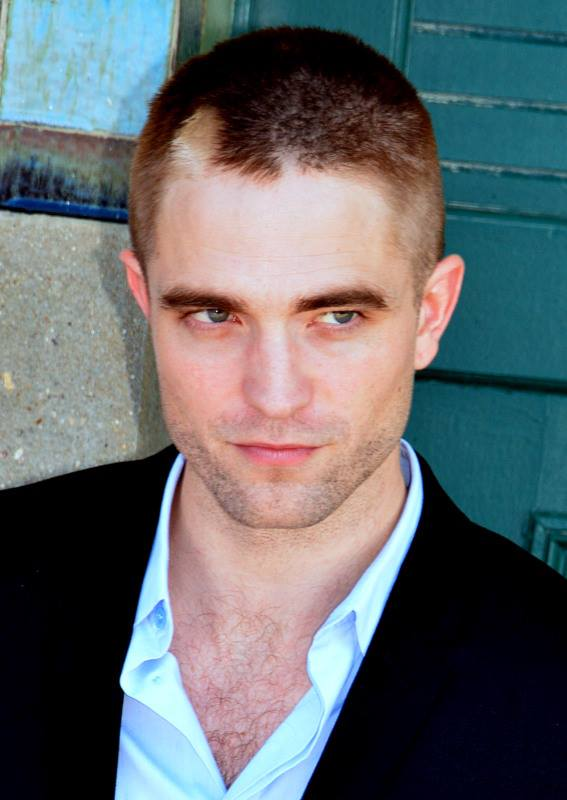
Robert Pattinson no Festival de Cinema de Deauville em 2017.

Pattinson foi nomeado um dos "homens mais sexy do mundo" em 2008 e 2009 pela revista People. Em 2009, ele foi nomeado o "Homem mais sexy do mundo" pela Glamour UK. AskMen nomeou Pattinson como um dos 49 homens mais influentes de 2009. Em 2009, Vanity Fair nomeou Pattinson "o homem mais bonito do mundo" junto com Angelina Jolie como a mulher mais bonita do mundo. Pattinson foi nomeado um dos Vanity Fair  "escalões de topo de Hollywood de 2009", com ganhos estimados de US $ 18 milhões em 2009.
Em dezembro de 2009, Pattinson autografou um violão para ser leiloado para fins de caridade. Ele também se ofereceu para o Hope for Haiti Now: um benefício global para o alívio dos terremotos em janeiro de 2010. GQ e Glamour o nomearam o "homem mais bem vestido" de 2010, com GQ afirmando: "Extremamente elegante e inspirador" , a verdadeira essência de um homem contemporâneo". Em 2010, as pessoas listaram Pattinson na edição "Mais bonitas do mundo". Em 2010, o ator recusou uma campanha de moda de US $ 2 milhões com a Burberry.
A "Rich List" do The Sunday Times, da Grã-Bretanha, colocou-o na "lista de jovens milionários" do Reino Unido, no valor de 13 milhões de libras. Em 2010, Pattinson foi nomeado pela revista Time como uma das 100 pessoas mais influentes do mundo, e ele foi destaque na lista Forbes Celebrity 100. Em 14 de novembro de 2010, Pattinson recebeu dois prêmios BBC Radio 1 Teen Awards, Melhor Vestido e Melhor Ator.
Em 2011, Pattinson ficou em 15º lugar no "Hollywood Top 40" da Vanity Fair, com ganhos de US $ 27,5 milhões em 2010. A GQ mais uma vez nomeou Pattinson o "Melhor Homem Vestido" de 2012. Em outubro de 2012, Pattinson foi nomeado "Homem mais sexy do mundo" pela Glamour UK.
Em 2013, Pattinson ficou em 2º lugar na lista das "mais ricas celebridades britânicas com menos de 30 anos" da Glamour UK, com ganhos de £ 45 milhões. O London Evening Standard, da Grã-Bretanha, o nomeou uma das pessoas mais influentes de Londres em 2013 no The Power 1000. Em fevereiro de 2014, ele apareceu na capa da World Film Locations: Toronto, um livro sobre Toronto e os filmes gravados na cidade. Uma peça sobre três mulheres maduras obcecadas por Pattinson, intitulada Totally Devoted, estreou no Surgeons 'Hall, Edimburgo, em 13 de agosto de 2014. Em outubro de 2014, Pattinson foi o terceiro na lista da revista Heat' 'lista dos mais ricos anual de estrelas jovens britânicos" com ganhos de US $ 82,89 milhões. O London Evening Standard o incluiu em sua lista das 1000 pessoas mais influentes de Londres em 2014.
Pattinson entrevistou o ator Jamie Bell para a revista Interview, publicada em 20 de julho de 2015.
Em 2020, Pattinson liderou a lista dos "homens mais bonitos do mundo", com base na equação Golden Phi de Beauty Phi, criada na Grécia Antiga, com uma proporção de 92,15%.
Uma estátua de cera de Pattinson foi adicionada à coleção Madame Tussauds em Londres e Nova York em 2010. Pattinson, juntamente com seus colegas de Crepúsculo, Kristen Stewart e Taylor Lautner colocaram suas assinaturas, impressões de mãos e pés em concreto molhado em Teatro Chinês de Grauman em 3 de novembro de 2011. Em 19 de fevereiro de 2014, Timur Kryachko, um astrônomo russo nomeou o asteroide que descobriu após Pattinson, como 246789 Pattinson.

## Vida pessoal
Em 2008 começaram os rumores de que Pattinson estaria namorando a sua co-estrela em Crepúsculo a atriz Kristen Stewart. Durante muito tempo, os dois não confirmaram explicitamente um relacionamento, mas fotografias de paparazzi e relatos de testemunhas oculares dirigiram intensa mídia e especulações e atenção de fãs. No entanto, Stewart reconheceu oficialmente a sua relação com Pattinson pela primeira vez em julho de 2012.
Entre 2014 e 2017 Pattinson teve um relacionamento com a cantora britânica FKA Twigs. Desde 2018, o ator está em um relacionamento com a modelo Suki Waterhouse, com quem espera seu primeiro filho. A cantora confirmou sua gravidez durante um show no México em novembro.
em março de 2024 nasce o primeiro filho do casal, uma menina. 

## Filmografia
| Ano  | Título                                    | Título em português                  | Personagem           | Notas                            |
| ---- | ----------------------------------------- | ------------------------------------ | -------------------- | -------------------------------- |
| 2004 | Ring of the Nibelungs                     | bra: A Maldição do Anel              | Giselher             | Filme de TV                      |
| 2004 | Vanity Fair                               | bra: Feira das Vaidades              | Rawdy Crawley        | Não creditado                    |
| 2005 | Harry Potter and the Goblet of Fire       | bra: Harry Potter e o Cálice de Fogo | Cedrico Diggory      |                                  |
| 2006 | The Haunted Airman                        |                                      | Tobb Jugg            | Filme de TV                      |
| 2007 | The Bad Mother's Handbook                 |                                      | Daniel Gale          | Filme de TV                      |
| 2007 | Harry Potter and the Order of the Phoenix | bra: Harry Potter e a Ordem da Fênix | Cedrico Diggory      | Apenas flashback                 |
| 2008 | How to Be                                 |                                      | Arthur               |                                  |
| 2008 | Twilight                                  | bra/prt: Crepúsculo                  | Edward Cullen        |                                  |
| 2009 | Little Ashes                              | bra: Poucas Cinzas                   | Salvador Dalí        |                                  |
| 2009 | New Moon                                  | bra/prt: Lua Nova                    | Edward Cullen        |                                  |
| 2010 | Remember Me                               | bra: Lembranças                      | Tyler Hawkins        | Também produtor executivo        |
| 2010 | Eclipse                                   | bra: Eclipse                         | Edward Cullen        |                                  |
| 2010 | Love & Distrust                           | bra: Amor & Suspeita                 |                      |                                  |
| 2011 | Water for Elephants                       | bra: Água para Elefantes             | Jacob Jankowski      |                                  |
| 2011 | Breaking Dawn - Part 1                    | bra: Amanhecer - Parte 1             | Edward Cullen        |                                  |
| 2012 | Bel Ami                                   | bra: Bel Ami - O Sedutor             | Georges Duroy        |                                  |
| 2012 | Cosmopolis                                | bra: Cosmópolis                      | Eric Packer          |                                  |
| 2012 | Breaking Dawn - Part 2                    | bra: Amanhecer - Parte 2             | Edward Cullen        |                                  |
| 2012 | Maps to the Stars                         | bra: Mapa Para As Estrelas           | Jerome               |                                  |
| 2015 | Queen of the Desert                       | bra: Rainha do Deserto               | Col. T.E. Lawrence   |                                  |
| 2015 | Life (2015)                               | bra: Life                            | Dennis Stock         |                                  |
| 2015 | The Lost City of Z                        | bra: Z - A cidade Perdida            | Henry Costin         |                                  |
| 2017 | Good Time                                 | bra: Bom Comportamento               | Connie Nikas         |                                  |
| 2017 | Fear & Shame                              |                                      | Ele mesmo            | Curta-metragem, também roterista |
| 2018 | Damsel                                    |                                      | Samuel Alabaster     |                                  |
| 2018 | High Life                                 |                                      | Monte                |                                  |
| 2019 | The Lighthouse                            | bra/prt: O Farol                     | Ephraim Winslow      |                                  |
| 2019 | The King                                  | bra: O Rei                           | O Delfim             |                                  |
| 2020 | Tenet                                     |                                      | Neil                 |                                  |
| 2020 | The Devil All The Time                    | bra: O Diabo de Cada Dia             | Preston Teagardin    |                                  |
| 2022 | The Batman                                | bra: Batman                          | Bruce Wayne / Batman |                                  |
| 2023 | The Boy and the Heron                     | bra: O Menino e a Garça              | The Grey Heron       | Voz; dublagem em inglês          |
| 2025 | Mickey 17                                 | bra: Mickey 17                       | Mickey Barnes        |                                  |
| 2025 | Die, My Love                              |                                      | Jackson              |                                  |
| TBA  | The Drama                                 |                                      |                      | Pós-produção                     |

## Prêmios
| Ano  | Prêmio                     | Indicação                          | Resultado | Filme              |
| ---- | -------------------------- | ---------------------------------- | --------- | ------------------ |
| 2008 | Hollywood Film Festival    | New Hollywood                      | Vencedor  | -                  |
| 2008 | Strasbourg Film Festival   | Best Actor in a Feature            | Vencedor  | How to Be          |
| 2009 | First Glance Film Festival | Best Actor                         | Vencedor  | How to Be          |
| 2009 | MTV Movie Awards           | Breakthrough Performance Male      | Vencedor  | Twilight           |
| 2009 | MTV Movie Awards           | Best Kiss (com Kristen Stewart)    | Vencedor  | Twilight           |
| 2009 | MTV Movie Awards           | Best Fight (com Cam Gigandet)      | Vencedor  | Twilight           |
| 2009 | Teen Choice Awards         | Male Hottie                        | Vencedor  | -                  |
| 2009 | Teen Choice Awards         | Best Rumble (com Cam Gigandet)     | Vencedor  | Twilight           |
| 2009 | Teen Choice Awards         | Best Liplock (com Kristen Stewart) | Vencedor  | Twilight           |
| 2009 | Teen Choice Awards         | Movie Actor Drama                  | Vencedor  | Twilight           |
| 2009 | Scream Awards              | Best Fantasy Actor                 | Vencedor  | Twilight           |
| 2009 | People's Choice Awards     | Favorite Movie Actor               | Nomeado   | New Moon           |
| 2010 | MTV Movie Awards           | Best Male Performance              | Vencedor  | New Moon           |
| 2010 | MTV Movie Awards           | Best Kiss (com Kristen Stewart)    | Vencedor  | New Moon           |
| 2010 | MTV Movie Awards           | Global Superstar                   | Vencedor  | -                  |
| 2013 | Kid's Choice Awards        | Favourite UK Actor                 | Vencedor  | -                  |
| 2013 | Teen Choice Awards         | Melhor ator em filme de romance    | Vencedor  | Amanhecer: Parte 2 |